# IC 4892
IC 4892 ist eine Spiralgalaxie vom Hubble-Typ Sbc im Sternbild Pfau am Südsternhimmel. Sie ist schätzungsweise 179 Millionen Lichtjahre von der Milchstraße entfernt und hat einen Durchmesser von etwa 85.000 Lichtjahren.

Im selben Himmelsareal befindet sich u. a. die Galaxie IC 4887.
Die Typ-IIP-Supernova SN 2013cz wurde hier beobachtet.
Das Objekt wurde am 17. September 1900 von DeLisle Stewart entdeckt.